# Hoogehaar
Hoogehaar is een buurtschap in de gemeente Coevorden. Hoogehaar ligt ten noordwesten van Coevorden, ten noordwesten van Dalen. De buurtschap ligt bij het Kanaal Coevorden-Zwinderen. Hoogehaar heeft ca. 10 huizen en ca. 25 inwoners.
Voor de gemeentelijke herindeling van 1998 lag Hoogehaar in de gemeente Dalen.